# نانسی آلن
نانسی آلن (به انگلیسی: Nancy Allen) (زاده ۲۴ ژوئن ۱۹۵۰، نیویورک) بازیگر اهل کشور آمریکا و فعال ضدسرطان است.
نانسی به خاطر بازی نقش ان لوئیس در فیلم‌های پلیس آهنی، پلیس آهنی ۲ و پلیس آهنی ۳ نامزد دریافت جایزه‌های متعددی شد.
از دیگر فیلم‌هایی که وی در آن نقش داشته‌است می‌توان به انفجار و ارواح خبیثه ۳ اشاره کرد.